# Стеценко Сергій Олександрович
Стеценко Сергій Олександрович (нар. 31 січня 1981, Конотоп) — український кінооператор, лауреат Шевченківської премії (2018). Один з засновників неформального кінооб'єднання Вавилон'13.
Відомий роботою над фільмами «Майдан» (2014), «Зелена кофта» (2013), «Наші Котики» (2020).

## Життєпис
Народився 31 січня 1981-го в Конотопі на Сумщині.
Закінчив Інститут кіно і телебачення Національного університету культури та мистецтва, спеціальність «Операторська майстерність».

## Фільмографія
- «Мама померла в суботу на кухні...» 2009 р. (режисер М. Васянович)
- «Хворісукалюди» 2012 р. (режисер Ю. Речинський)
- «Зелена кофта» 2013 р. (режисер В. Тихий)
- «Майдан» 2014 р. (режисер С. Лозниця)
- «Старе єврейське кладовище» 2014 р. (режисер С. Лозниця)
- «Зима, що нас змінила» 2014 р. (режисер В. Тихий)
- «Дибук. Історія мандрівних душ» 2015 р. (режисер K. Kopczyński[pl])
- «Музей Революція» 2015 р. (режисер Н. Бабінцева)
- «GenerationMaidan: A Year of Revolution & War» 2015 р. (режисер А. Ткач)
- «Бранці» 2016 р. (режисер В. Тихий)
- «Reve ta Stohne On Tour» 2016 р. (режисер Н. Парфан)
- «Небо падає, або Три місяці з життя Устима Голоднюка» 2017 р. (режисер В. Тихий)
- «HungerforTruth» 2017 р. (режисер А. Ткач)
- «Вона та війна», 2017 р. (режисер М. Кондакова)[5]
- «Home Games», 2018 р. (режисер А. Коваленко)
- «Наші Котики», 2020 р. (режисер В. Тихий)

## Нагороди
- МКФ «Молодість» 2009 р. (Київ)
- МКФ Docudays UA 2010 р. (Київ)
- МКФ Arsenals 2010 р. (Рига)
- МКФ «ДебоширФільм» 2010 р. (Санкт-Петербург)
- Національна премія «Лавр» за найкращий дебют в документальному кіно 2010 р. у (Москва) — за фільм «Мама померла в суботу на кухні…», створеного у 2009 р.
- Премія Національної Спілки кінематографістів України за найкращий неігровий фільм 2014 р.
- Бронзова нагорода «PassionForFreedom» (Велика Британія) — за фільм «Майдан».
- Національна премія України ім. Шевченка (2018) за цикл історико-документальних фільмів про Майдан 2014 року[6].

## Інтерв'ю
- Сергей Стеценко: Самая большая сказка в нашей жизни и есть наша жизнь | Українська правда _Життя(Перевірено 13 лютого 2020)(рос.)